# 必殺仕置人殺人事件
必殺仕置人殺人事件（ひっさつしおきにん さつじんじけん）は1973年に起きた殺人事件である。
事件の加害者が犯行時に、朝日放送・TBS系列で放送されていたテレビ時代劇『必殺仕置人』を視聴しており、その番組名を付して事件が報道されたため、同作品と『必殺シリーズ』が影響を受けた。

## 事件の概略
1973年（昭和48年）6月3日午前1時頃、神奈川県川崎市川崎区で川崎臨港警察署浜町交番が検問を行っていた所、運転手A（当時 38歳）の乗用車のトランクから女性店員B（当時 21歳）の遺体を発見して、Aを緊急逮捕した。
供述によれば、Aは前日6月2日の夜に酒を飲んで帰宅したが、Aは自宅のあるアパート2階ではなく、以前から家族ぐるみでの付き合いがあり、アパート1階に住むBの部屋に入り込んだ。AはBと共に、土曜日22時からTBSテレビで放送されていた時代劇『必殺仕置人』（必殺シリーズ第2作）を見ているうちに性的に興奮して、Bに抱き付いたがBから拒絶され騒がれたことに激怒して、Bの首を絞めて殺害した。
その後は何食わぬ顔で妻子のいる自室に戻って就寝したが寝付けず、翌日午前0時半にBの遺体をシーツに包んで海に遺棄しようとして、検問で事件が発覚した。

## 事件の影響
犯行時に見ていたとするテレビ番組名から、マスコミは『TV「必殺仕置人」に興奮　若い女性を殺す』などの表現で、各マスコミはこぞって『必殺仕置人』とこの殺人事件との関連性を指摘した。同番組に否定的な見解を持つ識者たちは同番組と制作局の朝日放送（ABC）を批判した。
当時、関東地方でのネット局であったTBSは番組の打ち切り、残虐な描写の自粛と番組内容の変更をABCに強く要求した。
以下は山内久司・山田誠二『必殺シリーズを創った男―カルト時代劇の仕掛人、大いに語る（映画秘宝SPECIAL）』（1997年12月、洋泉社）113 - 115頁より、同年同月の報道の見出し。
- 『報知新聞』6月6日付「TBSが手直し申し入れ」
- 『東京新聞』6月6日付 夕刊「TBS『必殺仕置人』テレビ殺人事件の波紋」
- 『東京中日新聞』6月6日付「『必殺仕置人』で内容再検討」
- 『スポーツニッポン』6月6日付「『必殺仕置人』打ち切り？」
- 『スポーツニッポン』6月11日付「ビデオ優先へTBS"爆弾宣言"『必殺仕置人』が中止？」
- 『週刊TVガイド』6月22日 発売号「『必殺仕置人』ついに軌道修正」

被疑者Aは殺害前の時間帯に『必殺仕置人』を視聴していただけで、それが実際の殺害動機になったわけではなかった。
必殺シリーズのチーフプロデューサーを務めた山内久司によると提供スポンサー（当時）の中外製薬、日本電装（現・デンソー）、日本電装の親会社　トヨタ自動車はTBSに同番組の放送を中止しないように要望したため、番組の打ち切りは回避された。それは当時「あなたのよく見るテレビ番組は何ですか?」とのアンケートをトヨタ自動車が行った所、子会社の日本電装が提供スポンサーを務める必殺シリーズが上位にランキングされたである。

## 関連の否定
間もなく、この事件の公判が開かれ、事件と『必殺仕置人』の関連が争点となった。「同番組を見て犯行に至ったのか、そうであれば罪は軽減されるのか」ということである。公判で被告人となったAは「俺はテレビ番組に影響されるような安易な人間ではない。馬鹿にするな」と発言。『仕置人』と事件との関連は否定されたが影響は大きかった。
『仕置人』の放送期間の延長話は立ち消えとなり、番組の内容は路線修正が行われ、シリーズ第3作『助け人走る』はソフトな内容の時代劇として、「必殺」のタイトルを外して放送された。第4作のタイトルは『暗闇仕留人』で「必殺」の名が復活するのは第5作『必殺必中仕事屋稼業』からである。
被告人が事件を起こした日に放送されたのは第7話「閉じたまなこに深い渕」だが同話は登場人物がいきなり殺害されるといったストーリーではない。